# Brezovci (gmina Puconci)
Brezovci – wieś w Słowenii, w gminie Puconci. W 2018 roku liczyła 254 mieszkańców.